# Улица Оглю
Улица О́глю  (латыш. Ogļu iela) — улица в Курземском районе города Риги, в историческом районе Кипсала. Ответвляется от Баласта дамбис в западном направлении, однако почти сразу поворачивает на север и идёт параллельно берегу Даугавы, заканчиваясь после перекрёстка с улицей Лочу. Длина улицы составляет 839 метров.
На всём протяжении имеет асфальтовое покрытие. На участке от улицы Гипша до улицы Тиклу по улице Оглю пролегает маршрут городского автобуса № 57.
Название улицы (рус. Угольная улица, нем. Kohlenstrasse) впервые упоминается в 1876 году и никогда не изменялось.

## Застройка
Улица застроена преимущественно малоэтажными домами, многие из которых имеют важное культурно-историческое значение.
- В доме 2a в межвоенный период жил Матисс Силиньш — заведующий Латвийским этнографическим музеем, позднее директор Национального музея истории Латвии (1924—1934).
- Дом 6 — один из старейших на Кипсале. Он отмечен на карте 1790 года, когда ещё не существовало нынешней системы улиц. Реконструирован с восстановлением исторического облика в 2005 году[3].
- Дом 8 — нарядная жилая постройка 2-й половины XVIII века в стиле барокко, перенесённая в 2006—2007 годах со своего прежнего места на ул. Аристида Бриана, 11. Здание, предполагавшееся к сносу, удалось восстановить с сохранением всех архитектурных элементов[4].
- Весь квартал по нечётной стороне между улицами Энкура и Гипша занимает бывшая гипсовая фабрика, корпуса которой реконструированы в современное жильё.
- Дом 28 — бывший доходный дом Екаба Озолиньша (1902, архитектор Янис Алкснис). Реставрирован с восстановлением первоначального облика в 2010 году[5].
- В доме 30 в 1930-е годы проходили собрания диевтуров с участием Э. Брастиньша[латыш.], А. Эглитиса, В. Цедриньша и других деятелей культуры.
- В доме 34 до 1929 года действовал трактир.

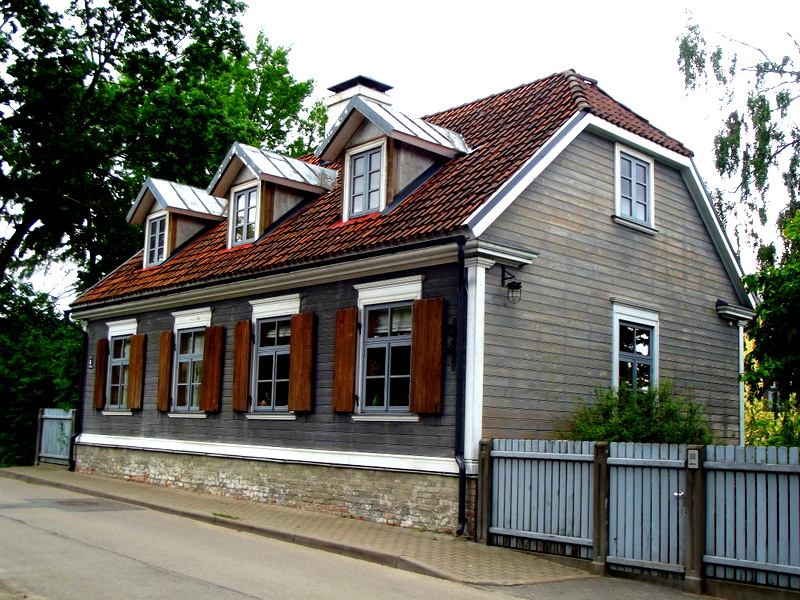
Дом № 6
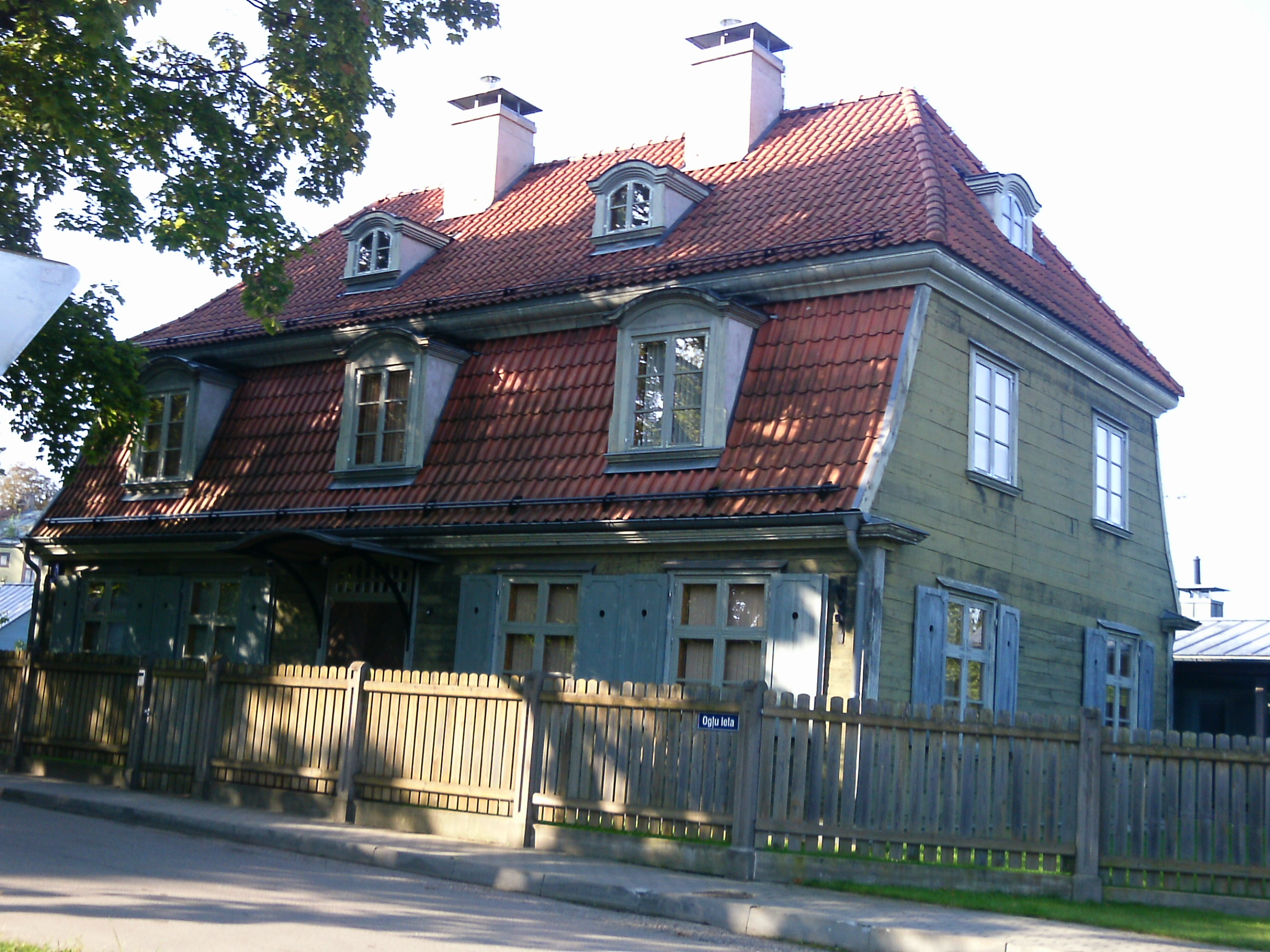
Дом № 8
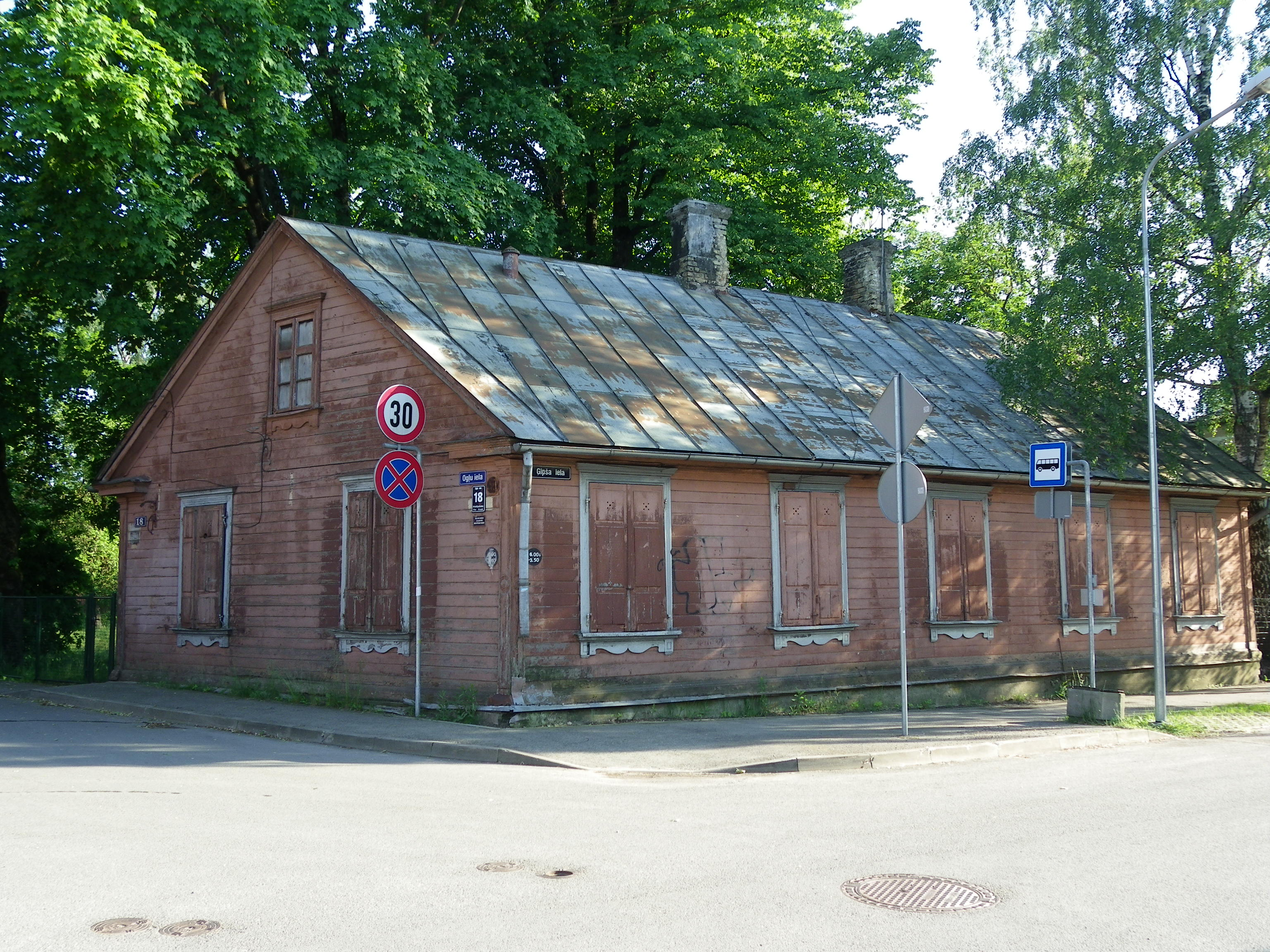
Дом № 18
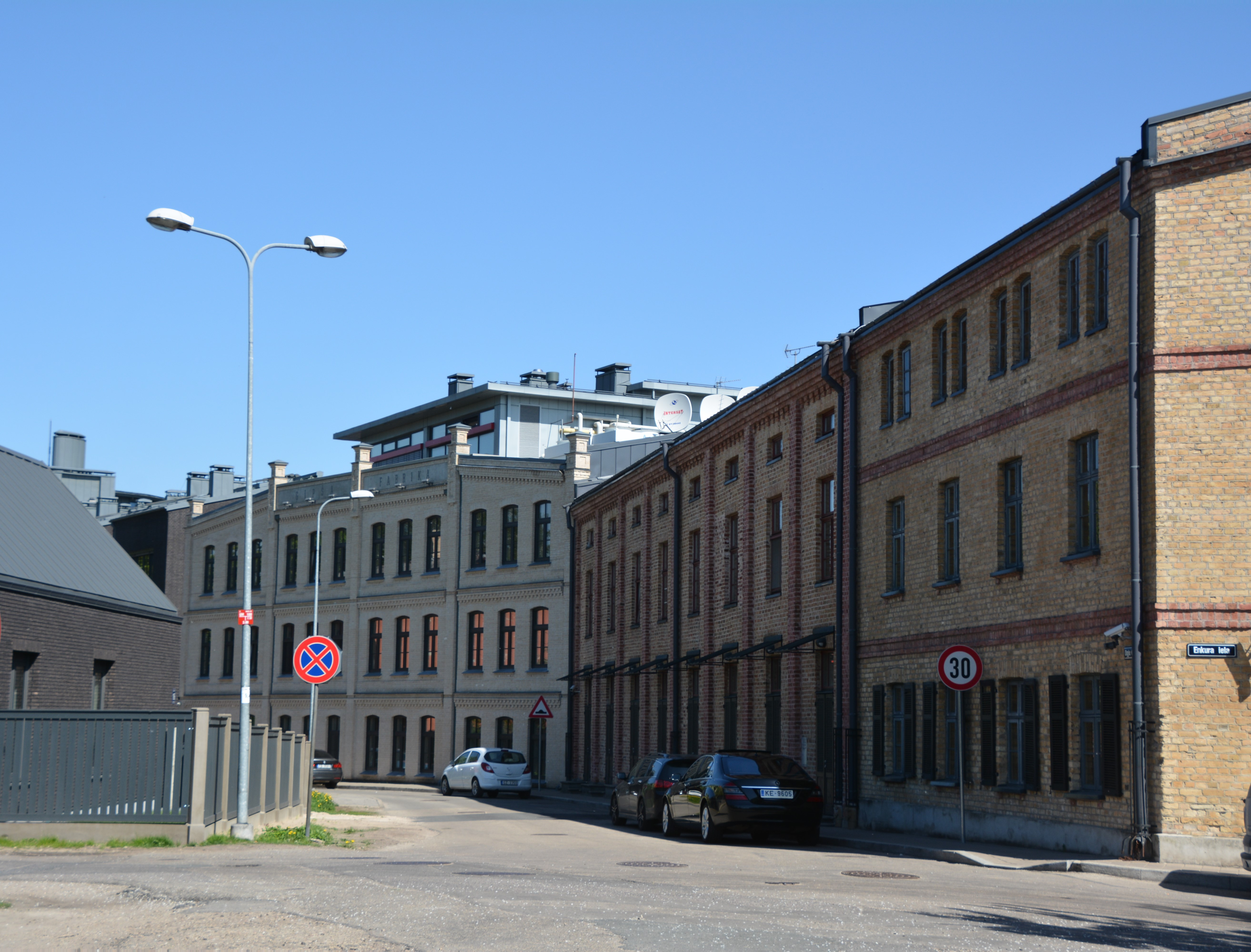
Вид от ул. Энкура
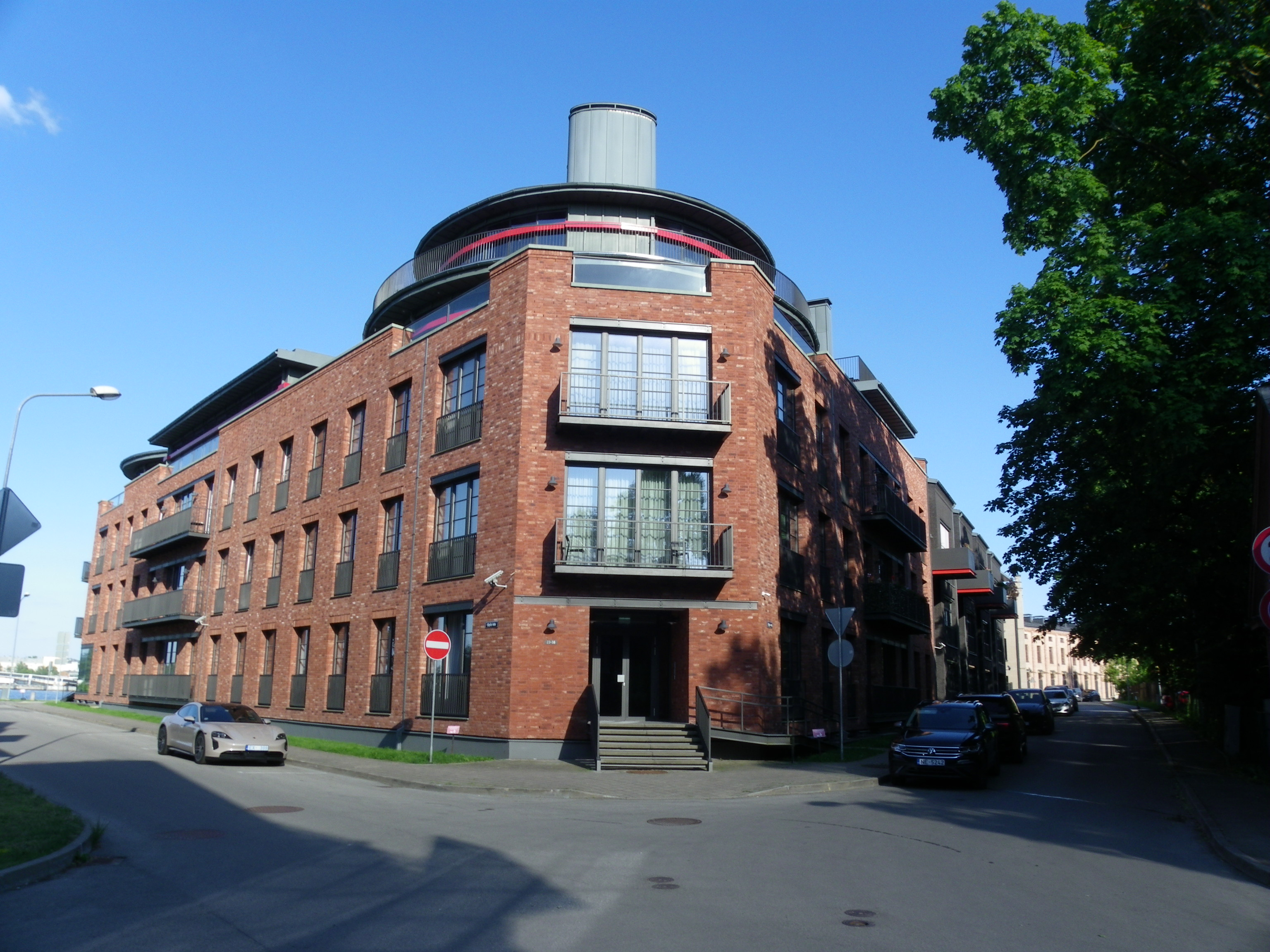
Вид от ул. Гипша
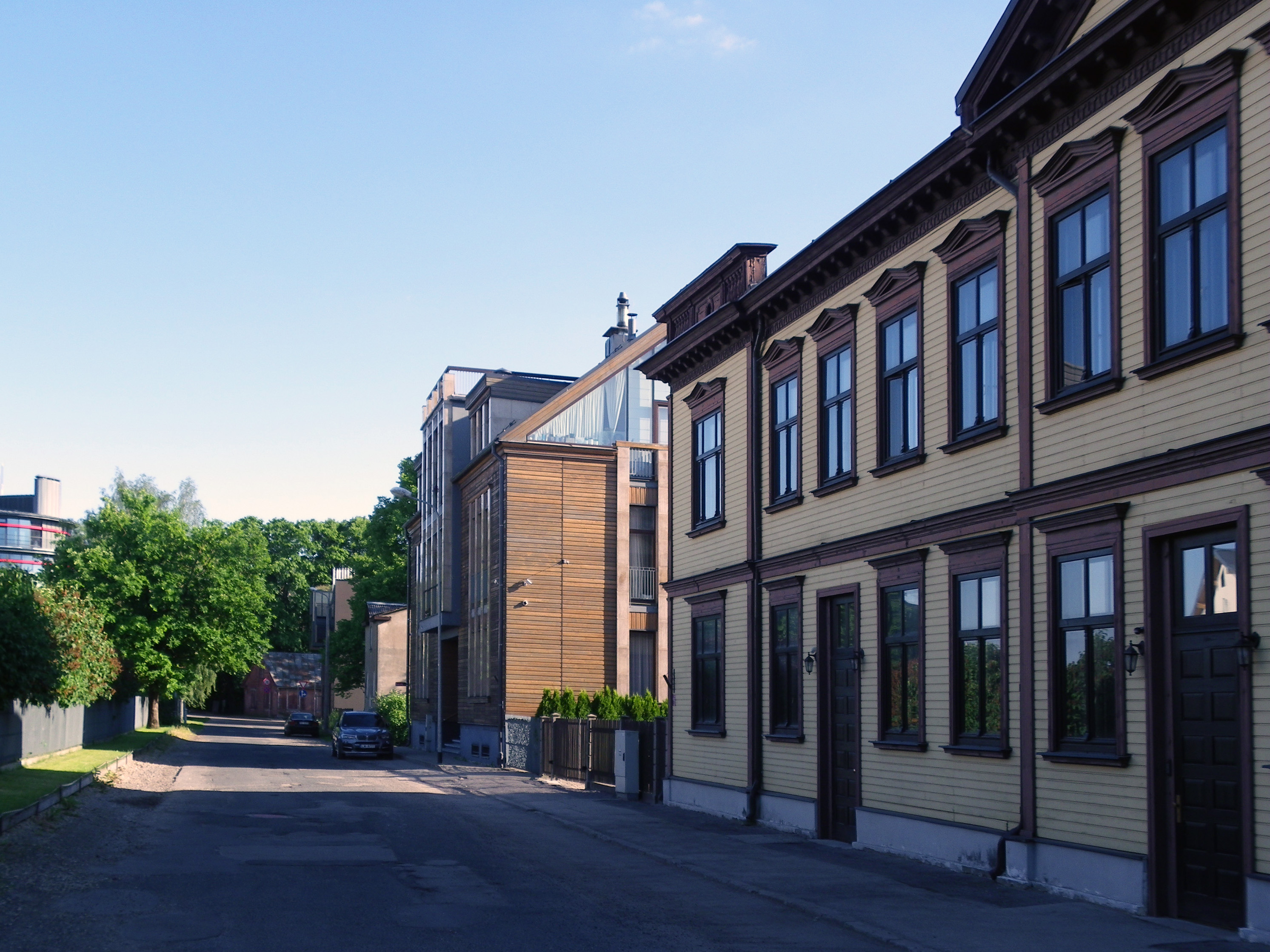
Вид от дома № 28
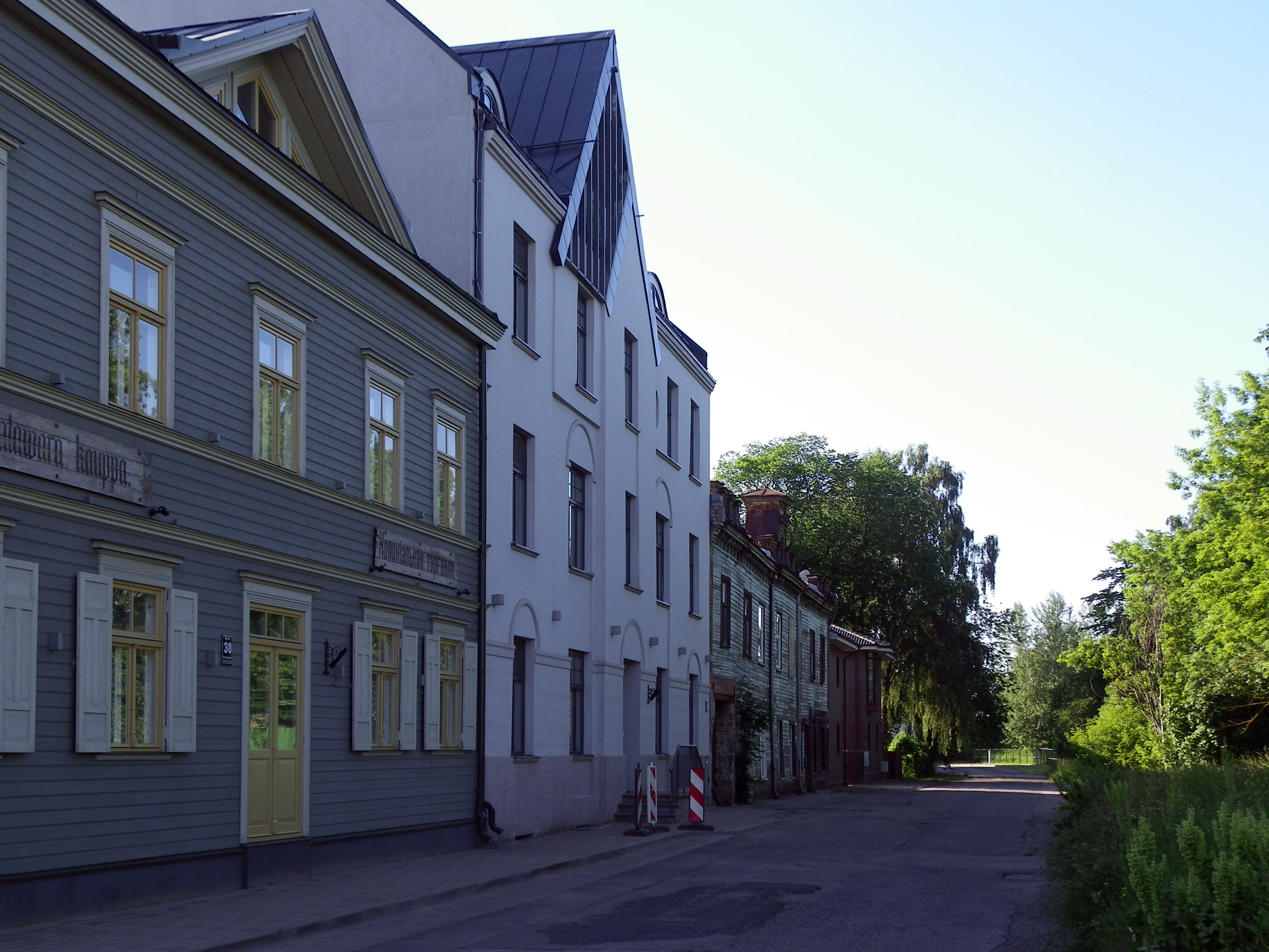
Дальняя часть улицы

## Прилегающие улицы
Улица Оглю пересекается со следующими улицами:
- Баласта дамбис
- улица Кайю
- улица Энкура
- улица Гипша
- улица Тиклу
- улица Лочу